# 각화중학교
각화중학교(角化中學校)는 대한민국 광주광역시 북구 각화동에 있는 공립 중학교이다.

## 학교 연혁
- 1993년 : 각화중학교 설립인가
- 1993년 : 초대 박경섭 교장 취임
- 1995년 : 후관 교사 13교실 증축
- 2003년 : 후관 4층 6교실 증축
- 2003년 : 강당 및 급식실 증축
- 2021년 : 빛고을 혁신학교 재지정(3기)
- 2024년 3월 1일 : 제10대 김혜자 교장 취임
- 2025년 1월 10일 : 제30회 졸업식 (졸업생 82명)
- 2025년 3월 4일 : 제33회 입학식 (입학생 90명)

## 참고 자료
- 각화중학교 - 한국교육학술정보원 학교알리미